# Tournoi pré-olympique de la CONCACAF 1996
Navigation
Barcelone 1992 Sydney 2000
Le tournoi pré-olympique de la CONCACAF 1996 a eu pour but de désigner la nation qualifiée au sein de la zone Amérique du Nord, Amérique centrale et Caraïbes pour participer au tournoi final de football, disputé lors des Jeux olympiques d'Atlanta en 1996 ainsi que celle désignée pour disputer le barrage intercontinental (CONCACAF / OFC).
Les tours de qualification et le tournoi pré-olympique de la CONCACAF ont eu lieu du 17 février 1995 au 19 mai 1996 et ont permis au Mexique de se qualifier pour le tournoi olympique. La deuxième meilleure équipe, en l'occurrence le Canada, doit affronter la meilleure équipe d'Océanie lors d'un barrage intercontinental pour une dernière place qualificative. Les six derniers participants à la ronde finale continentale octroyant une place qualificative et une place de barragiste ont été déterminés dans les trois zones réunissant les 15 nations inscrites à l'issue de deux rondes : un tour préliminaire et un tour qualificatif. Dans la Zone Amérique Centrale, selon un système à élimination directe disputé en match aller-retour désignant 3 qualifiés et dans la Zone Caraïbes sous forme de championnat à deux groupes de quatre équipes dont les deux vainqueurs respectifs sont placés pour le tour final continental disputé à l'occasion d'une compétition à match unique contre chacun des adversaires entre le 10 et le 19 mai 1996. Le Suriname a en définitive renoncé à participer.

## Pays qualifiés
| Dates                             | Lieu   | Places | Qualifiés |
| --------------------------------- | ------ | ------ | --------- |
| du 17 février 1995 au 19 mai 1996 | Canada | 1      | Mexique   |

## Format des qualifications
Dans le système à élimination directe avec des matches aller et retour, en cas d'égalité parfaite au score cumulé des deux rencontres, les mesures suivantes sont d'application :

- Organisation de prolongations et, au besoin, d'une séance de tirs au but, si les deux équipes sont toujours à égalité au terme des prolongations, et
- La règle des buts marqués à l'extérieur est en vigueur.

Dans les phases de qualification en groupe disputées selon le système de championnat, en cas d’égalité de points de plusieurs équipes à l'issue de la dernière journée, les critères suivants sont appliqués dans l'ordre indiqué pour établir leur classement :

- Meilleure différence de buts,
- Plus grand nombre de buts marqués.

## Villes et stades
Le tournoi final a été disputé à Edmonton au Canada du 10 au 19 mai 1996.
| \| Edmonton \| |
| Edmonton       |

| Edmonton |

## Résultats des qualifications

### Tour préliminaire
| Équipe 1  | Résultat | Équipe 2 | Aller | Retour |
| --------- | -------- | -------- | ----- | ------ |
| Guatemala | 6 - 2    | Belize   | 4 - 0 | 2 - 2  |

#### Détail des rencontres
| 17 février 1995 | Guatemala | 4 - 0   | Belize | Estadio Mateo Flores Guatemala, Guatemala |
|                 |           | (? - ?) |        |                                           |

| 5 mars 1995 | Belize | 2 - 2   | Guatemala | Stade MCC Grounds Belize City, Belize |
|             |        | (? - ?) |           |                                       |

### Premier tour

#### Zone Amérique du Nord (NAFU)
Les États-Unis sont qualifiés d'office pour le tournoi olympique en tant que hôte et le Canada est placé directement pour le tour final. Le Mexique et les Bermudes sont versés dans la Zone Amérique Centrale et doivent disputer un tour qualificatif.

#### Zone Amérique Centrale (UNCAF)
| Équipe 1  | Résultat | Équipe 2      | Aller | Retour |
| --------- | -------- | ------------- | ----- | ------ |
| Guatemala | 1 - 2    | Salvador (en) | 0 - 1 | 1 - 1  |
| Bermudes  | 0 - 7    | Costa Rica    | 0 - 2 | 0 - 5  |
| Panama    | 0 - 9    | Mexique       | 0 - 5 | 0 - 4  |

##### Détail des rencontres
| 5 mai 1995 | Guatemala           | 0 - 1 | Salvador (en) | Estadio Mateo Flores Guatemala, Guatemala  |                                            |
| |                     | (0 - 0) | Santos 66e    | Spectateurs : 5 000 Arbitrage : René Parra | Spectateurs : 5 000 Arbitrage : René Parra |
| | Rapport 1 Rapport 2 | |               | Spectateurs : 5 000 Arbitrage : René Parra | Spectateurs : 5 000 Arbitrage : René Parra |
| Obando - Cáceres , Pérez (en) , Ponciano (en), Rosadas - Guevara (en), Lemus, García - Trujillo, Pérez ( de León), Cifuentes ( Herrera) | Équipes             | Santos Rivera - Joya, Merino, Cubías, Hernández - Quintanilla, Silva ( Prado (en)), Díaz (en) ( Santos) - Montes (en), Cerritos, Galán |               | Spectateurs : 5 000 Arbitrage : René Parra | Spectateurs : 5 000 Arbitrage : René Parra |

| 26 mai 1995 | Salvador (en) | 1 - 1 | Guatemala    | Estadio de Cuscatlán San Salvador, Salvador      |                                                  |
| | Cerritos 12e  | (1 - 0) | Trujillo 61e | Spectateurs : 6 643 Arbitrage : León Padró Borja | Spectateurs : 6 643 Arbitrage : León Padró Borja |
| Santos Rivera - Hernández, Merino, Joya, Cubías - Díaz (en), Prado (en), Quintanilla - Galán, Cerritos ( Peñate), Guardado | Équipes       | Obando - Rosadas ( Pérez (en)), Solís, Velásquez, Herrera - Guevara (en), Arenas, Lemus - Trujillo, de León, Cifuentes ( Yames) |              | Spectateurs : 6 643 Arbitrage : León Padró Borja | Spectateurs : 6 643 Arbitrage : León Padró Borja |

| 29 juillet 1995 | Bermudes | 0 - 2 | Costa Rica                  | Bermuda National Stadium Hamilton, Bermudes |                                            |
| |          | (0 - 1) | Gómez 23e (pen.) · Soto 63e | Spectateurs : 2 000 Arbitrage : Brian Hall  | Spectateurs : 2 000 Arbitrage : Brian Hall |
| Adams - Lawrence ( 70e J. Smith), Lewis (en), N. Smith, Tucker (en) - Wilson, Rahman ( 62e Outerbridge), Steede (en), Jennings (en) 53e - Lightbourne, Crofton ( 55e Aberdeen) | Équipes  | Morgan - T. Bennett, Parks, Sánchez ( 60e Valverde), Marín, Fonseca (en) - Wallace, Muñoz, Morales ( 53e Soto) - J. Bennett ( 70e Mullins (en)), Gómez |                             | Spectateurs : 2 000 Arbitrage : Brian Hall  | Spectateurs : 2 000 Arbitrage : Brian Hall |

| 6 août 1995 | Costa Rica                                      | 5 - 0 | Bermudes | Estadio Nacional de La Sabana San José, Costa Rica |                                  |
| | Gómez 8e · Mullins (en) 56e 58e 66e · Parks 79e | (1 - 0) |          | Arbitrage : Fredy Burgos Escobar                   | Arbitrage : Fredy Burgos Escobar |
| Morgan - T. Bennett ( 77e Aguilar), Parks, Marín, Fonseca (en) - Wallace ( 38e Valverde), Morales, Sequeira (en), Soto - Gómez ( 54e Mullins (en)), J. Bennett | Équipes                                         | Adams - Wilson ( 60e Russell), Tucker (en) 84e, Rahman, Lewis (en) - D. Outerbridge ( 74e T. Outerbridge), Steede (en), N. Smith, Lawrence - Lightbourne, Aberdeen |          | Arbitrage : Fredy Burgos Escobar                   | Arbitrage : Fredy Burgos Escobar |

| 3 décembre 1995 | Panama  | 0 - 5 | Mexique                                                                         | Estadio Escuela de Balboa Panama, Panama |                             |
| |         | (0 - 2) | Deeke (de) 27e · Padilla (en) 40e · Blanco 64e · Abundis 66e · Astivia (es) 72e | Arbitrage : Rodrigo Badilla              | Arbitrage : Rodrigo Badilla |
| Marciaga - Condumi, de los Ríos ( 46e Correa), Phillips, Leaiza ( 46e Correa) - Salinas, Fareaux, Medina, Pino - L. Rodríguez 70e, Garibaldi ( 29e Bowell) | Équipes | O. Sánchez - A. Rodríguez, F. Sánchez (en), Davino, Astivia (es) - García ( 46e Lara), Sol ( 53e Luna), Deeke (de) - Blanco, Padilla (en), Abundis ( 70e Arellano) |                                                                                 | Arbitrage : Rodrigo Badilla              | Arbitrage : Rodrigo Badilla |

| 13 décembre 1995 | Mexique                                                     | 4 - 0 | Panama | Estadio Nemesio Díez Toluca, Mexique     |                                          |
| | Sánchez (en) 34e · Palencia 42e · García (es) 49e · Sol 76e | (2 - 0) |        | Arbitrage : Nelson Rutilio Cálix Turcios | Arbitrage : Nelson Rutilio Cálix Turcios |
| O. Sánchez ( 53e Pérez ) - Carmona, F. Sánchez (en), Davino, Astivia (es) - Padilla (en) ( 73e Deeke (de)), Sol, Luna, García - Abundis ( 11e García (es)), Palencia | Équipes                                                     | Marciaga - Garibaldi, Condumi, Phillips, Serrano - Loaiza ( 46e Correa), Hernández, Tejeda ( 46e Pino), de los Ríos - Medina ( 60e Salinas), Fareaux |        | Arbitrage : Nelson Rutilio Cálix Turcios | Arbitrage : Nelson Rutilio Cálix Turcios |

#### Zone Caraïbes (CFU)

##### Groupe 1
Le tournoi a été disputé à Kingston en Jamaïque du 4 au 8 juin 1995.
| Rang | Équipe             | Pts | J | G | N | P | Bp | Bc | Diff |  | Résultats (▼ dom., ► ext.) |  |     |     |     |
| ---- | ------------------ | --- | - | - | - | - | -- | -- | ---- |  | -------------------------- |  | --- | --- | --- |
| 1    | Jamaïque           | 9   | 3 | 3 | 0 | 0 | 19 | 1  | +18  |  | Jamaïque                   |  | 6-0 | 7-0 | 6-1 |
| 2    | Sainte-Lucie       | 6   | 3 | 2 | 0 | 1 | 7  | 6  | +1   |  | Sainte-Lucie               |  |     | 4-0 | 3-0 |
| 3    | Îles Caïmans       | 3   | 3 | 1 | 0 | 2 | 2  | 12 | -10  |  | Îles Caïmans               |  |     |     | 2-1 |
| 4    | Antigua-et-Barbuda | 0   | 3 | 0 | 0 | 3 | 2  | 11 | -9   |  | Antigua-et-Barbuda         |  |     |     |     |

##### Détail des rencontres
| 1ère journée | Antigua-et-Barbuda | 1 - 2   | Îles Caïmans           | Independence Park Kingston, Jamaïque |  |
| 4 juin 1995  | White Jr. 37e      | (1 - 1) | Ebanks 2e · Downey 86e |                                      |  |

| 4 juin 1995 | Jamaïque                                                             | 6 - 0   | Sainte-Lucie | Independence Park Kingston, Jamaïque |  |
|             | Belford 3e 36e · Griffiths (en) 5e · Dawes 33e · Lowe 34e · Rose 87e | (5 - 0) |              |                                      |  |

| 2ème journée | Antigua-et-Barbuda | 1 - 6   | Jamaïque                                                           | Independence Park Kingston, Jamaïque |  |
| 6 juin 1995  | White Jr. 44e      | (1 - 4) | Lowe 19e 38e 53e (pen.) · Belford 23e · Dawes 42e · Davis (en) 81e |                                      |  |

| 6 juin 1995 | Îles Caïmans | 0 - 4   | Sainte-Lucie                        | Independence Park Kingston, Jamaïque |  |
|             |              | (0 - 0) | Baptiste 66e (pen.) · Elva (en) 69e |                                      |  |

| 3ème journée | Jamaïque                                                     | 7 - 0   | Îles Caïmans | Independence Park Kingston, Jamaïque |  |
| 8 juin 1995  | Lowe 16e 31e ?? · Barnes 47e · Griffiths (en) 80e · Dawes ?? | (4 - 0) |              |                                      |  |

| 8 juin 1995 | Sainte-Lucie | 3 - 0   | Antigua-et-Barbuda | Independence Park Kingston, Jamaïque |
|             |              | (? - ?) |                    |                                      |

##### Groupe 2
Le tournoi a été disputé à Trinité-et-Tobago du 23 au 27 août 1995.
| Rang | Équipe                          | Pts     | J       | G       | N       | P       | Bp      | Bc      | Diff    |  | Résultats (▼ dom., ► ext.)      |  |     |     |
| ---- | ------------------------------- | ------- | ------- | ------- | ------- | ------- | ------- | ------- | ------- |  | ------------------------------- |  | --- | --- |
| 1    | Trinité-et-Tobago               | 6       | 2       | 2       | 0       | 0       | 7       | 1       | +6      |  | Trinité-et-Tobago               |  | 2-1 | 5-0 |
| 2    | Saint-Vincent-et-les-Grenadines | 3       | 2       | 1       | 0       | 1       | 3       | 3       | 0       |  | Saint-Vincent-et-les-Grenadines |  |     | 2-1 |
| 3    | Guyana                          | 0       | 2       | 0       | 0       | 2       | 1       | 7       | -6      |  | Guyana                          |  |     |     |
| -    | Suriname                        | Forfait | Forfait | Forfait | Forfait | Forfait | Forfait | Forfait | Forfait |  |                                 |  |     |     |

##### Détail des rencontres
| 1ère journée | Trinité-et-Tobago | 2 - 1   | Saint-Vincent-et-les-Grenadines | National Stadium Port-d'Espagne, Trinité-et-Tobago |  |
| 23 août 1995 |                   | (? - ?) |                                 |                                                    |  |

| 2ème journée | Trinité-et-Tobago | 5 - 0   | Guyana | National Stadium Port-d'Espagne, Trinité-et-Tobago |  |
| 25 août 1995 |                   | (? - ?) |        |                                                    |  |

| 3ème journée | Saint-Vincent-et-les-Grenadines | 2 - 1   | Guyana | National Stadium Port-d'Espagne, Trinité-et-Tobago |  |
| 27 août 1995 |                                 | (? - ?) |        |                                                    |  |

### Tournoi final
Le tournoi final a été disputé à Edmonton au Canada du 10 au 19 mai 1996.
| Rang | Équipe            | Pts | J | G | N | P | Bp | Bc | Diff |  | Résultats (▼ dom., ► ext.) |  |     |     |     |     |     |
| ---- | ----------------- | --- | - | - | - | - | -- | -- | ---- |  | -------------------------- |  | --- | --- | --- | --- | --- |
| 1    | Mexique           | 15  | 5 | 5 | 0 | 0 | 12 | 1  | +11  |  | Mexique                    |  | 1-0 | 4-0 | 2-1 | 2-0 | 3-0 |
| 2    | Canada            | 8   | 5 | 2 | 2 | 1 | 7  | 3  | +4   |  | Canada                     |  |     | 0-0 | 3-0 | 0-0 | 4-2 |
| 3    | Costa Rica        | 7   | 5 | 2 | 1 | 2 | 9  | 9  | 0    |  | Costa Rica                 |  |     |     | 1-2 | 4-2 | 4-1 |
| 4    | Jamaïque          | 6   | 5 | 2 | 0 | 3 | 7  | 11 | -4   |  | Jamaïque                   |  |     |     |     | 3-2 | 1-3 |
| 5    | Trinité-et-Tobago | 4   | 5 | 1 | 1 | 3 | 6  | 10 | -4   |  | Trinité-et-Tobago          |  |     |     |     |     | 2-1 |
| 6    | Salvador (en)     | 3   | 5 | 1 | 0 | 4 | 7  | 14 | -7   |  | Salvador (en)              |  |     |     |     |     |     |

#### Détail des rencontres
| 1ère journée | Canada | 3 - 0   | Jamaïque | Commonwealth Stadium Edmonton, Canada            |                                                  |
| 10 mai 1996  | de Vos 9e · Nash 41e · Thompson 84e                                                                                             | (2 - 0) | | Spectateurs : 7 029 Arbitrage : Zimmerman Boulos | Spectateurs : 7 029 Arbitrage : Zimmerman Boulos |
| 10 mai 1996  | Rapport |         | | Spectateurs : 7 029 Arbitrage : Zimmerman Boulos | Spectateurs : 7 029 Arbitrage : Zimmerman Boulos |
| 10 mai 1996  | Larkin - Hikida, Pizzolitto, de Vos, Rhode - Thompson ( 85e Xausa), Nash, Kusch, Capasso ( 46e Macey) - Franks (en), Heald (en) | Équipes | Reid - Steele, Messam (en), Davis (en), Johnson - Stewart, Belford ( 55e Watkins), Dawes ( 46e Peterkin), Griffiths (en) - Wilson ( 68e McDonald), Thomas | Spectateurs : 7 029 Arbitrage : Zimmerman Boulos | Spectateurs : 7 029 Arbitrage : Zimmerman Boulos |

| 11 mai 1996 | Mexique                      | 3 - 0 | Salvador (en) | Commonwealth Stadium Edmonton, Canada                        |                                                              |
| | Blanco 47e 75e · Abundis 77e | (0 - 0) |               | Spectateurs : 4 112 Arbitrage : Nelson Rutilio Cálix Turcios | Spectateurs : 4 112 Arbitrage : Nelson Rutilio Cálix Turcios |
| | Rapport                      | |               | Spectateurs : 4 112 Arbitrage : Nelson Rutilio Cálix Turcios | Spectateurs : 4 112 Arbitrage : Nelson Rutilio Cálix Turcios |
| O. Sánchez - Pardo, F. Sánchez (en), Davino, Astivia (es) - Villa ( 46e García (es)), Lara ( 46e Blanco), Deeke (de), Palencia ( 67e Sol), Arellano - Abundis | Équipes                      | Barrera (en) - Joya, Cubías, Hernández ( 73e Galán 87e), Melgar - Prado (en) ( 78e Guardado), González, Santos ( 80e López), Martínez (en) - Cerritos, Montes (en) |               | Spectateurs : 4 112 Arbitrage : Nelson Rutilio Cálix Turcios | Spectateurs : 4 112 Arbitrage : Nelson Rutilio Cálix Turcios |

| 11 mai 1996 | Costa Rica                   | 4 - 2 | Trinité-et-Tobago         | Commonwealth Stadium Edmonton, Canada      |                                            |
| | Soto 26e · Gómez 30e 46e 79e | (2 - 2) | Dwarika 29e · S. John 76e | Spectateurs : 4 112 Arbitrage : Brian Hall | Spectateurs : 4 112 Arbitrage : Brian Hall |
| | Rapport                      | |                           | Spectateurs : 4 112 Arbitrage : Brian Hall | Spectateurs : 4 112 Arbitrage : Brian Hall |
| González - Cordero, Marín, Cordero, Bennett, Fonseca (en) - Centeno ( 46e Valverde), Sánchez, Muñoz ( 75e Sequeira (en)) - Soto ( 80e Wanchope, Gómez | Équipes                      | Austin - A. John, Andrews, Demmin (en) ( 46e Glasgow (en)), García - Dwarika, Andrews ( 55e Trotman (en)), David, Mulraine (en) - Wise, S. John |                           | Spectateurs : 4 112 Arbitrage : Brian Hall | Spectateurs : 4 112 Arbitrage : Brian Hall |

| 2ème journée | Salvador (en) | 3 - 1   | Jamaïque | Clarke Stadium Edmonton, Canada            |                                            |
| 13 mai 1996  | Cerritos 18e · Prado (en) 46e · Montes (en) 89e | (1 - 1) | Lowe 4e (pen.) | Spectateurs : 4 952 Arbitrage : Brian Hall | Spectateurs : 4 952 Arbitrage : Brian Hall |
| 13 mai 1996  | Rapport |         | | Spectateurs : 4 952 Arbitrage : Brian Hall | Spectateurs : 4 952 Arbitrage : Brian Hall |
| 13 mai 1996  | Barrera (en) - Hernández, Joya, González ( 46e Flores), Cubías - Prado (en), J.M. López, C. López, Martínez ( 82e Guardado) - Montes (en), Cerritos | Équipes | Reid - Messam (en), Davis, Johnson, Stewart - Dawes ( 65e Ricketts), Wilson ( 30e Bailey), Peterkin, Griffiths (en) - Thomas ( 46e McDonald), Lowe | Spectateurs : 4 952 Arbitrage : Brian Hall | Spectateurs : 4 952 Arbitrage : Brian Hall |

| 13 mai 1996 | Canada  | 0 - 0 | Trinité-et-Tobago | Commonwealth Stadium Edmonton, Canada         |                                               |
| |         | (0 - 0) |                   | Spectateurs : 4 952 Arbitrage : Vanroy Burnes | Spectateurs : 4 952 Arbitrage : Vanroy Burnes |
| Larkin - Hikida, Pizzolitto, de Vos, Macey ( 63e Oliviero (en)) - Rhode ( 52e Xausa), Thompson, Nash ( 76e D'Onofrio (en)), Kusch - Franks (en), Heald (en) | Équipes | Austin - Mason ( 87e Shurland David), A. John, Andrews, García - Wise ( 87e Jeffrey), Dwarika 60e, Mulraine (en) - S. John, Glasgow (en) ( 70e Trotman (en)), Shawn David |                   | Spectateurs : 4 952 Arbitrage : Vanroy Burnes | Spectateurs : 4 952 Arbitrage : Vanroy Burnes |

| 13 mai 1996 | Mexique                                          | 4 - 0 | Costa Rica | Commonwealth Stadium Edmonton, Canada                      |                                                            |
| | Sol 2e · Blanco 20e · Arellano 57e · Abundis 60e | (2 - 0) |            | Spectateurs : 4 952 Arbitrage : Mario Efrain Escobar López | Spectateurs : 4 952 Arbitrage : Mario Efrain Escobar López |
| O. Sánchez - Villa, F. Sánchez (en), Davino, Oteo - Lara ( 79e M. Sánchez), Arellano, Sol, García ( 69e Pardo) - Blanco ( 72e Alfaro), Abundis | Équipes                                          | González - Parks, Marín, Fonseca (en), Sánchez - Muñoz, Soto, Valverde ( 10e Sequeira (en)), Bennett - Gómez ( 81e Morales), Cordero ( 58e Wanchope) |            | Spectateurs : 4 952 Arbitrage : Mario Efrain Escobar López | Spectateurs : 4 952 Arbitrage : Mario Efrain Escobar López |

| 3ème journée | Jamaïque | 2 - 1   | Costa Rica | Clarke Stadium Edmonton, Canada                              |                                                              |
| 15 mai 1996  | Lowe 11e · Griffiths (en) 44e | (2 - 1) | Gómez 10e | Spectateurs : 4 818 Arbitrage : Nelson Rutilio Cálix Turcios | Spectateurs : 4 818 Arbitrage : Nelson Rutilio Cálix Turcios |
| 15 mai 1996  | Rapport |         | | Spectateurs : 4 818 Arbitrage : Nelson Rutilio Cálix Turcios | Spectateurs : 4 818 Arbitrage : Nelson Rutilio Cálix Turcios |
| 15 mai 1996  | Reid - Watkins, Belford, Johnson, Thomas ( 75e Wilson) - Stewart, Lowe, Bailey, Messam (en) - Peterkin, Griffiths (en) ( 88e Dawes) | Équipes | Morgan - Parks, Marín, Sequeira (en), Cordero - Fonseca (en), Sánchez ( 69e Morales), Muñoz ( 12e Wallace), T. Bennett - Gómez, Wanchope ( 74e J. Bennett) | Spectateurs : 4 818 Arbitrage : Nelson Rutilio Cálix Turcios | Spectateurs : 4 818 Arbitrage : Nelson Rutilio Cálix Turcios |

| 15 mai 1996 | Canada                                           | 4 - 2 | Salvador (en)                                | Commonwealth Stadium Edmonton, Canada          |                                                |
| | de Vos 12e · Xausa 20e · Nash 44e · Thompson 53e | (2 - 0) | Cerritos or Martínez (en) 19e · C. López 45e | Spectateurs : 4 818 Arbitrage : Rafael Pedroza | Spectateurs : 4 818 Arbitrage : Rafael Pedroza |
| | Rapport                                          | |                                              | Spectateurs : 4 818 Arbitrage : Rafael Pedroza | Spectateurs : 4 818 Arbitrage : Rafael Pedroza |
| Larkin - Hikida, Pizzolitto, de Vos, Macey - Thompson, Xausa ( 46e Capasso), Nash, D'Onofrio (en) ( 75e Wood) - Franks (en), Heald (en) ( 85e Rhode) | Équipes                                          | Barrera (en) ( 65e Santos Rivera ) - Joya, Cubías, Hernández ( 55e Galán), J.M. López ( 34e Santos) - Prado (en), C. López, Martínez (en), Cerritos - Montes (en), Flores |                                              | Spectateurs : 4 818 Arbitrage : Rafael Pedroza | Spectateurs : 4 818 Arbitrage : Rafael Pedroza |

| 15 mai 1996 | Mexique                  | 2 - 0 | Trinité-et-Tobago | Commonwealth Stadium Edmonton, Canada            |                                                  |
| | Abundis 22e · García 81e | (1 - 0) |                   | Spectateurs : 4 818 Arbitrage : Zimmerman Boulos | Spectateurs : 4 818 Arbitrage : Zimmerman Boulos |
| | Rapport                  | |                   | Spectateurs : 4 818 Arbitrage : Zimmerman Boulos | Spectateurs : 4 818 Arbitrage : Zimmerman Boulos |
| Sánchez - Pardo, Oteo ( 46e Astivia (es)), Davino, García - Lara, Arellano, Sol, García (es) ( 59e Palencia) - Blanco ( 86e Alfaro), Abundis | Équipes                  | Austin - Mason, A. John, Andrews, García - Shawn David, Shurland David, Wise, Mulraine (en) - S. John, Glasgow (en) ( 72e Andrews) |                   | Spectateurs : 4 818 Arbitrage : Zimmerman Boulos | Spectateurs : 4 818 Arbitrage : Zimmerman Boulos |

| 4ème journée | Trinité-et-Tobago | 2 - 1   | Salvador (en) | Clarke Stadium Edmonton, Canada |                        |
| 17 mai 1996  | Raeburn (en) 30e · S. John 85e | (1 - 0) | López 77e | Arbitrage : Brian Hall          | Arbitrage : Brian Hall |
| 17 mai 1996  | Rapport |         | | Arbitrage : Brian Hall          | Arbitrage : Brian Hall |
| 17 mai 1996  | Austin - Mason, A. John, Andrews, García - Wise ( 79e Glasgow (en)), Dwarika 47e, Andrews ( 71e Jeffrey (en)), Shawn David - S. John, Raeburn (en) ( 64e Shurland David) | Équipes | Santos Rivera - Joya ( 69e Galán), Hernández, Prado (en), Merino ( 55e Canjura (en)) - Santos, López, Martínez (en), Cerritos - Montes (en), Flores ( 33e Guardado) | Arbitrage : Brian Hall          | Arbitrage : Brian Hall |

| 17 mai 1996 | Canada  | 0 - 0 | Costa Rica | Commonwealth Stadium Edmonton, Canada                      |                                                            |
| |         | (0 - 0) |            | Spectateurs : 8 831 Arbitrage : Mario Efrain Escobar López | Spectateurs : 8 831 Arbitrage : Mario Efrain Escobar López |
| Larkin - Hikida, Sumner (en), Pizzolitto, de Vos - Macey, Thompson ( 62e Rhode), Nash, Capasso - D'Onofrio (en) ( 55e Xausa), Heald (en) | Équipes | Morgan - Parks, Marín, Cordero, Wallace - Cordero, Sánchez ( 60e Morales), Bennett, Soto - Sequeira (en), Wanchope |            | Spectateurs : 8 831 Arbitrage : Mario Efrain Escobar López | Spectateurs : 8 831 Arbitrage : Mario Efrain Escobar López |

| 17 mai 1996 | Mexique                   | 2 - 1 | Jamaïque     | Commonwealth Stadium Edmonton, Canada         |                                               |
| | Blanco 16e · Arellano 84e | (1 - 1) | Williams 87e | Spectateurs : 8 831 Arbitrage : Vanroy Burnes | Spectateurs : 8 831 Arbitrage : Vanroy Burnes |
| | Rapport                   | |              | Spectateurs : 8 831 Arbitrage : Vanroy Burnes | Spectateurs : 8 831 Arbitrage : Vanroy Burnes |
| O. Sánchez - Oteo, Davino, F. Sánchez (en), Villa - García, Lara, Arellano, Sol - Blanco, Abundis ( 90e Palencia) | Équipes                   | Reid - Messam (en), Johnson, Stewart, Bailey - Watkins, Dawes, Peterkin, Ricketts ( 60e McDonald) - Lowe, Thomas ( 75e Williams) |              | Spectateurs : 8 831 Arbitrage : Vanroy Burnes | Spectateurs : 8 831 Arbitrage : Vanroy Burnes |

| 5ème journée | Jamaïque                                                                                         | 3 - 2   | Trinité-et-Tobago | Clarke Stadium Edmonton, Canada                |                                                |
| 19 mai 1996  | Lowe 36e 87e (pen.) · Williams 50e                                                               | (1 - 1) | Trotman (en) 11e · John 89e | Spectateurs : 3 000 Arbitrage : Rafael Pedroza | Spectateurs : 3 000 Arbitrage : Rafael Pedroza |
| 19 mai 1996  | Rapport                                                                                          |         | | Spectateurs : 3 000 Arbitrage : Rafael Pedroza | Spectateurs : 3 000 Arbitrage : Rafael Pedroza |
| 19 mai 1996  | Reid - Watkins, Johnson, Thomas, Stewart - Lowe, Messam (en), Peterkin, Dawes - Steele, Williams | Équipes | Austin - Andrews, Mason, Andrews, García - Shawn David, Raeburn (en) ( 52e Jeffrey (en)), Shurland David ( 58e Glasgow (en)), Trotman (en) ( 85e Lewis (en)) - Mulraine (en), John | Spectateurs : 3 000 Arbitrage : Rafael Pedroza | Spectateurs : 3 000 Arbitrage : Rafael Pedroza |

| 19 mai 1996 | Costa Rica                                   | 4 - 1 | Salvador (en)       | Clarke Stadium Edmonton, Canada |                           |
| | Montero 16e · Gómez 55e 64e · J. Bennett 71e | (1 - 0) | Cerritos 87e (pen.) | Arbitrage : Vanroy Burnes       | Arbitrage : Vanroy Burnes |
| | Rapport                                      | |                     | Arbitrage : Vanroy Burnes       | Arbitrage : Vanroy Burnes |
| Morgan - Marín, Fonseca (en), T. Bennett, Wallace - Cordero, Montero ( Sánchez), J. Bennett - Sequeira (en), Gómez, Wanchope | Équipes                                      | Santos Rivera - Cubías, Prado (en), González - Santos, Guardado ( 46e Canjura (en)), Galán ( 60e J.M. López), C. López, Martínez (en) - Cerritos, Montes (en) |                     | Arbitrage : Vanroy Burnes       | Arbitrage : Vanroy Burnes |

| 19 mai 1996 | Canada  | 0 - 1 | Mexique    | Commonwealth Stadium Edmonton, Canada                       |                                                             |
| |         | (0 - 0) | Alfaro 61e | Spectateurs : 19 401 Arbitrage : Mario Efrain Escobar López | Spectateurs : 19 401 Arbitrage : Mario Efrain Escobar López |
| | Rapport | |            | Spectateurs : 19 401 Arbitrage : Mario Efrain Escobar López | Spectateurs : 19 401 Arbitrage : Mario Efrain Escobar López |
| Larkin - Hikida, Sumner (en), Pizzolitto, de Vos - Rhode ( 68e Berg (en)), Oliviero (en) ( 64e Wood), D'Onofrio (en), Xausa - Franks (en), Heald (en) | Équipes | Sánchez - García Arias (en), Davino, Astivia (es) - Villa, Lara, Sol, García ( 67e Arellano), Alfaro, Palencia - Alvarado (en) ( 64e Deeke (de)) |            | Spectateurs : 19 401 Arbitrage : Mario Efrain Escobar López | Spectateurs : 19 401 Arbitrage : Mario Efrain Escobar López |

### Barrage intercontinental (CONCACAF / OFC)
La deuxième meilleure équipe issue du tournoi pré-olympique de la CONCACAF doit affronter le vainqueur du tournoi pré-olympique de l'OFC lors d'un barrage intercontinental pour une dernière place qualificative. L'Australie l'emporte sur le Canada.
| Équipe 1 | Résultat | Équipe 2  | Aller | Retour |
| -------- | -------- | --------- | ----- | ------ |
| Canada   | 2 - 7    | Australie | 2 - 2 | 0 - 5  |

#### Détail des rencontres
| 26 mai 1996 | Canada        | 2 - 2 | Australie                    | Commonwealth Stadium Edmonton, Canada               |                                                     |
| | Xausa 21e 88e | (1 - 1) | Lozanovski 31e · Spiteri 54e | Spectateurs : 13 049 Arbitrage : Kim Milton Nielsen | Spectateurs : 13 049 Arbitrage : Kim Milton Nielsen |
| | Rapport       | |                              | Spectateurs : 13 049 Arbitrage : Kim Milton Nielsen | Spectateurs : 13 049 Arbitrage : Kim Milton Nielsen |
| Shepherd - Hikida, Pizzolitto, de Vos, Macey - Thompson, Xausa, Nash ( 46e Capasso), D'Onofrio (en) - Franks (en) ( 74e Sumner (en)), Heald (en) ( 52e Rhode) | Équipes       | Jurić - Muscat, Babic, Foxe - Lozanovski, Moric (en), Mendez (en) ( 68e Aloisi), Tiatto, Tsekenis (en) - Viduka ( 79e Hassell), Spiteri |                              | Spectateurs : 13 049 Arbitrage : Kim Milton Nielsen | Spectateurs : 13 049 Arbitrage : Kim Milton Nielsen |

| 2 juin 1996 | Australie                                                          | 5 - 0 | Canada | Sydney Football Stadium Sydney, Australie    |                                              |
| | Foxe 16e · Lozanovski 58e · Viduka 82e · Agostino 85e · Muscat 87e | (1 - 0) |        | Spectateurs : 25 809 Arbitrage : Ali Bujsaim | Spectateurs : 25 809 Arbitrage : Ali Bujsaim |
| | Rapport                                                            | |        | Spectateurs : 25 809 Arbitrage : Ali Bujsaim | Spectateurs : 25 809 Arbitrage : Ali Bujsaim |
| Jurić - Muscat, Babic, Foxe - Lozanovski ( 83e Casserly (en)), Moric (en), Mendez (en) ( 24e Enes), Tiatto, Tsekenis (en) - Viduka, Spiteri ( 68e Agostino) | Équipes                                                            | Shepherd - Hikida, Pizzolitto, de Vos, Macey ( 37e Nash) - Thompson, Xausa ( 62e Wood), Capasso, D'Onofrio (en) - Franks (en) ( 73e Rhode), Heald (en) |        | Spectateurs : 25 809 Arbitrage : Ali Bujsaim | Spectateurs : 25 809 Arbitrage : Ali Bujsaim |